# 1331
Évszázadok: 13. század – 14. század – 15. század
Évtizedek: 1280-as évek – 1290-es évek – 1300-as évek – 1310-es évek – 1320-as évek – 1330-as évek – 1340-es évek – 1350-es évek – 1360-as évek – 1370-es évek – 1380-as évek
Évek: 1326 – 1327 – 1328 – 1329 –  1330 – 1331 – 1332 – 1333 – 1334 – 1335 – 1336

## Események
- Károly Róbert haddal indul János cseh király ellen.
- IV. István Uroš lesz Szerbia cárja.
- szeptember 27. – a lengyelek megállítják az országukban betört német lovagokat a płowcei ütközetben.

## Európai időjárás
Esős tél, forró, esőtlen tavasz, majd 12 hét eső nélkül, az aratás kezdete augusztus végén.